# Parajassa pelagica
Parajassa pelagica är en kräftdjursart som beskrevs av Leach 1814. Parajassa pelagica ingår i släktet Parajassa och familjen Ischyroceridae. Artens status i Sverige är: . Inga underarter finns listade i Catalogue of Life.